# マックス・ラミレス
マキシミリアノ・R・ラミレス（Maximiliano R. Ramírez, 1984年10月11日 - ）は、ベネズエラ・バルキシメト出身のプロ野球選手（捕手）。右投右打。メキシカンリーグのサルティーヨ・サラペメーカーズ所属。

## 経歴

### マイナー時代
2002年10月1日にアトランタ・ブレーブスと契約。
2006年7月20日にボブ・ウィックマンとのトレードでクリーブランド・インディアンスへ移籍。

### レンジャーズ時代
2007年7月27日にケニー・ロフトンとのトレードでテキサス・レンジャーズへ移籍。オフの11月19日にレンジャーズとメジャー契約を結び、40人枠入りした。
2008年3月10日にAA級フリスコ・ラフライダーズへ異動し、開幕をAA級で迎えた。6月21日にメジャーへ昇格し、7月22日のワシントン・ナショナルズ戦でメジャーデビュー。6番・一塁手でスタメン起用されたが、3打数無安打2三振と結果を残せず途中交代となった。7月27日にAAA級オクラホマ・レッドホークスへ降格。9月15日に再昇格した。この年は17試合に出場し、2本塁打9打点、打率.217だった。
2009年開幕前の3月に第2回WBCのベネズエラ代表に選出された。3月26日にAAA級オクラホマシティへ異動し、開幕をAAA級で迎えた。5月1日にメジャーへ昇格したものの、出番のないまま5月4日にAAA級へ降格した。この年はAAA級で76試合に出場し、5本塁打43打点1盗塁、打率.234だった。
2010年3月4日にレンジャーズと1年契約に合意。4月1日にAAA級オクラホマシティへ異動し、開幕をAAA級で迎えた。4月27日に、不調でマイナーへ降格した3番手捕手のテイラー・ティーガーデンと入れ替わる形でメジャーへ昇格。7月2日にAAA級へ降格した。この年は28試合に出場し、2本塁打8打点、打率.217だった。

### レンジャーズ退団後
2011年1月5日にボストン・レッドソックスへウェーバーで移籍。しかし、1月10日にシカゴ・カブスへウェーバーで再び移籍した。5月6日に解雇され、5月10日にヒューストン・アストロズとマイナー契約を結ぶが、6月16日に解雇された。6月21日にサンフランシスコ・ジャイアンツとマイナー契約を結ぶ。11月2日にFAとなり、12月13日にカンザスシティ・ロイヤルズとマイナー契約を結んだ。
2012年はAAA級オマハ・ストームチェイサーズ110試合に出場し、17本塁打77打点、打率.300だった。10月13日にロイヤルズとマイナー契約で再契約した。
2013年はAAA級オマハで115試合に出場し、9本塁打55打点、打率.263だった。11月5日にFAとなり、11月8日にシンシナティ・レッズとマイナー契約を結んだ。
2014年はAAA級ルイビル・バッツで開幕を迎え、20試合に出場していたが、打率が.192と結果を残せず、5月22日に放出された。5月28日に古巣・ロイヤルズとマイナー契約を結んだ。

### メキシカンリーグ時代
2015年はメキシカンリーグのモンテレイ・サルタンズと契約。7月14日にフレディ・ガルシアとのトレードでタバスコ・キャトルメンに移籍。
2016年はメキシカンリーグのレイノサ・ブロンコスと契約。5月18日にトレードでティフアナ・ブルズに移籍するが、6月13日に解雇となる。

## 詳細情報

### 年度別打撃成績
| 年 度    | 球 団    | 試 合 | 打 席 | 打 数 | 得 点 | 安 打 | 二 塁 打 | 三 塁 打 | 本 塁 打 | 塁 打 | 打 点 | 盗 塁 | 盗 塁 死 | 犠 打 | 犠 飛 | 四 球 | 敬 遠 | 死 球 | 三 振 | 併 殺 打 | 打 率 | 出 塁 率 | 長 打 率 | O P S |
| -------- | -------- | ----- | ----- | ----- | ----- | ----- | -------- | -------- | -------- | ----- | ----- | ----- | -------- | ----- | ----- | ----- | ----- | ----- | ----- | -------- | ----- | -------- | -------- | ----- |
| 2008     | TEX      | 17    | 55    | 46    | 8     | 10    | 1        | 0        | 2        | 17    | 9     | 0     | 0        | 0     | 0     | 6     | 0     | 3     | 15    | 0        | .217  | .345     | .370     | .715  |
| 2010     | TEX      | 28    | 85    | 69    | 8     | 15    | 3        | 0        | 2        | 24    | 8     | 0     | 0        | 0     | 2     | 12    | 0     | 2     | 22    | 3        | .217  | .341     | .348     | .689  |
| MLB：2年 | MLB：2年 | 45    | 140   | 115   | 16    | 25    | 4        | 0        | 4        | 41    | 17    | 0     | 0        | 0     | 2     | 18    | 0     | 5     | 37    | 3        | .217  | .343     | .357     | .699  |

- 2019年度シーズン終了時

### 年度別守備成績
| 年 度 | 球 団 | 捕手  | 捕手  | 捕手  | 捕手  | 捕手  | 捕手     | 捕手  | 捕手     | 捕手     | 捕手     | 一塁（1B） | 一塁（1B） | 一塁（1B） | 一塁（1B） | 一塁（1B） | 一塁（1B） |
| 年 度 | 球 団 | 試 合 | 刺 殺 | 補 殺 | 失 策 | 併 殺 | 守 備 率 | 捕 逸 | 許 盗 塁 | 盗 塁 刺 | 阻 止 率 | 試 合      | 刺 殺      | 補 殺      | 失 策      | 併 殺      | 守 備 率   |
| ----- | ----- | ----- | ----- | ----- | ----- | ----- | -------- | ----- | -------- | -------- | -------- | ---------- | ---------- | ---------- | ---------- | ---------- | ---------- |
| 2008  | TEX   | 12    | 56    | 5     | 1     | 2     | .984     | 0     | 12       | 3        | .200     | 3          | 20         | 4          | 0          | 5          | 1.000      |
| 2010  | TEX   | 26    | 154   | 7     | 2     | 0     | .988     | 2     | 24       | 5        | .172     | -          | -          | -          | -          | -          | -          |
| 通算  | 通算  | 38    | 210   | 12    | 3     | 2     | .987     | 2     | 36       | 8        | .182     | 3          | 20         | 4          | 0          | 5          | 1.000      |

- 2019年度シーズン終了時

### 代表歴
- 2009 ワールド・ベースボール・クラシック・ベネズエラ代表